# Икоко, Жордан
Жордан Икоко (фр. Jordan Ikoko; род. 3 февраля 1994, Монтро-Фот-Йон) — конголезский и французский футболист, полузащитник кипрского клуба «Омония 29М». Выступал за сборную ДР Конго.

## Клубная карьера

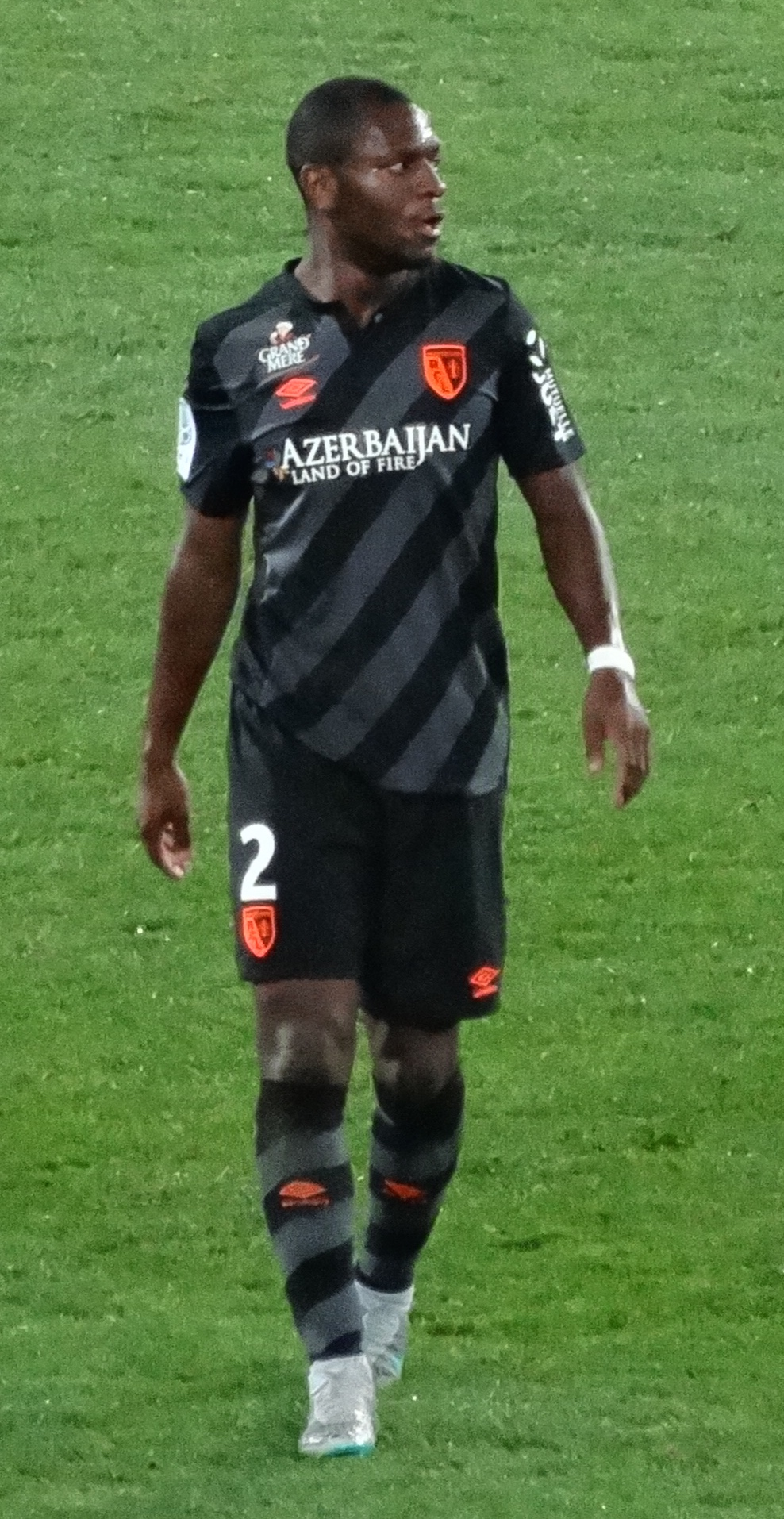
Икоко в составе «Ланса»

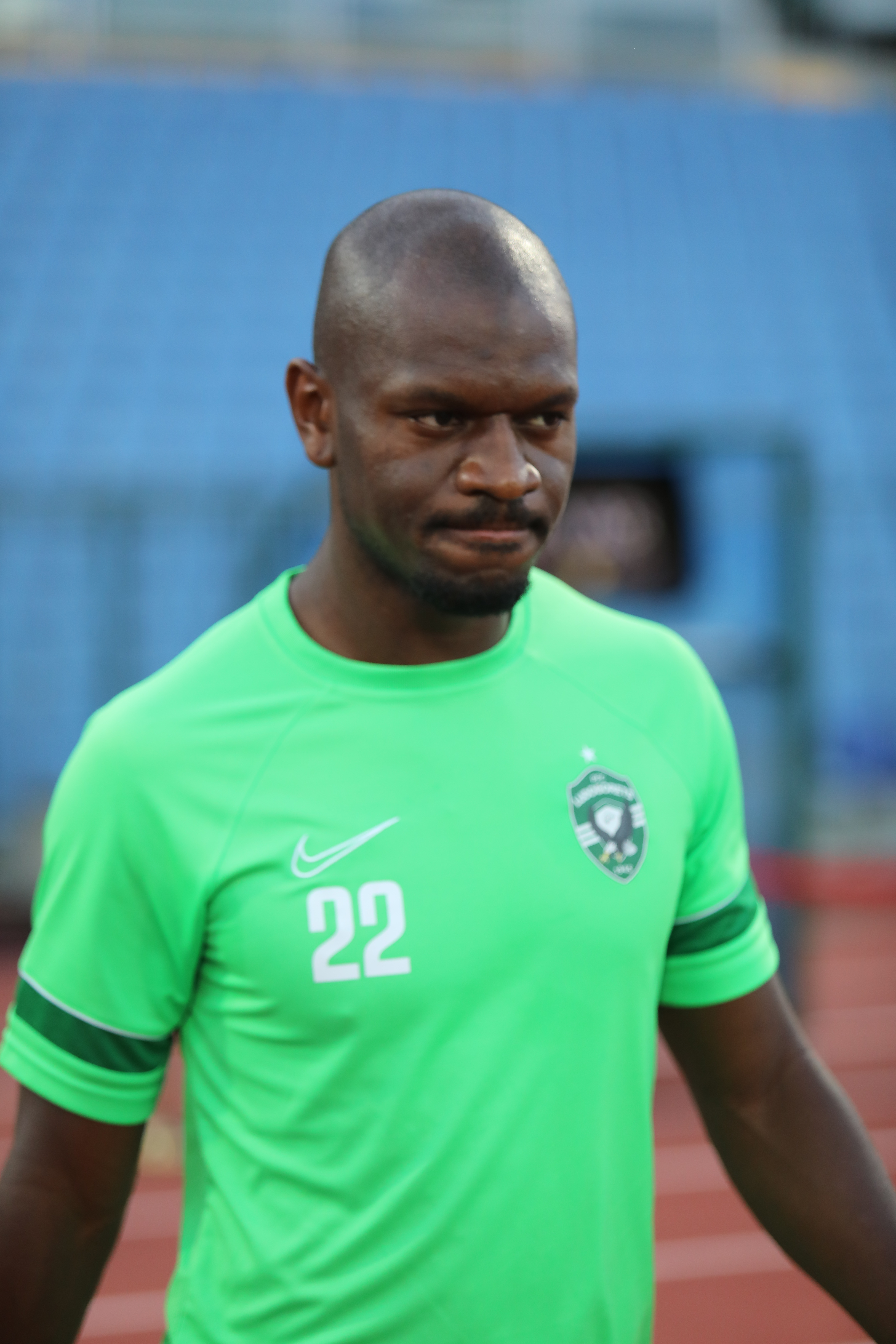
Икоко в составе «Лудогорца»

Икоко — воспитанник клуба «Пари Сен-Жермен». В 2011 году для получения игровой практики он начал выступать за дублирующий состав. Летом 2013 года Икоко был арендован клубом «Кретей». 16 августа в матче против «Кана» он дебютировал в Лиге 2. Летом 2014 года для получения игровой практики Жордан на правах аренды перешёл в «Гавр». 14 августа в матче против «Валансьена» он дебютировал за новую команду. Летом 2015 года Икоко был арендован «Лансом». 1 августа в матче против «Меца» он дебютировал за новый клуб.
Летом 2016 года Икоко перешёл в «Генгам», подписав контракт на 3 года. 12 августа в матче против «Монако» он дебютировал в Лиге 1.
Летом 2019 года Икоко подписал контракт с болгарским «Лудогорцем». Сумма трансфера составила 1 млн евро. 29 июля в матче против «Витоша» он дебютировал в чемпионате Болгарии. 1 августа в отборочном поединке Лиги Европы против исландского «Валюра» Жордан забил свой первый гол за «Лудогорец». В составе клуба Икоко дважды выиграл чемпионат и Суперкубок Болгарии.

## Международная карьера
В 2011 году в составе юношеской сборной Франции Икоко принял участие в юношеском чемпионате Европы в Сербии. На турнире он сыграл в матче против сборных Англии и Дании. В том же году Икоко принял участие в юношеском чемпионате мира в Мексике. На турнире он сыграл в матчах против команд Аргентины, Ямайки, Японии, Кот-д’Ивуара и Мексики. В поединке против мексиканцев Жордан забил гол.
Летом 2013 года Икоко в составе юношеской сборной Франции завоевал на юношеском чемпионате Европы серебряные медали. На турнире он принял участие в поединках против Турции, Испании, Грузии и дважды Сербии.
5 января 2017 года в товарищеском матче против сборной Камеруна Икоко дебютировал за сборную ДР Конго. В январе 2017 года Жордан принял участие в Кубке африканских наций 2017 в Габоне. На турнире он сыграл в матче против сборной Кот-д’Ивуара.

## Достижения
«Лудогорец»
- Победитель чемпионата Болгарии (2): 2019/2020, 2020/2021
- Обладатель Суперкубка Болгарии (2): 2019, 2021